# Jadson
Jadson Alves dos Santos, meglio conosciuto come Jadson (São Bernardo do Campo, 30 agosto 1993), è un calciatore brasiliano, centrocampista della Juventude.